# Qaqortoq Stadion
Qaqortoq Stadion – wielofunkcyjny stadion w Qaqortoq, na Grenlandii. Jest obecnie używany głównie dla meczów piłki nożnej. Swoje mecze rozgrywa na nim drużyna piłkarska Kissaviarsuk-33. We wrześniu 2009 roku została ukończona i oddana do użytku pierwsza sztuczna murawa, zfinansowana w ramach programu FIFA Goal, którą zatwierdził 13 września 2010 prezydent FIFA Sepp Blatter.